# Tainia marmorata
Tainia marmorata là một loài thực vật có hoa trong họ Lan. Loài này được (J.J.Sm.) J.J.Wood & A.L.Lamb mô tả khoa học đầu tiên năm 2008.